# Владимир-Расате
Владимир-Расате (Владимир — славянское имя, Расате — булгарское) — правитель (князь) Болгарии с 889 по 893 годы. Старший сын князя Бориса Святого от его жены Марии, получил престол после ухода Бориса в монастырь.
В качестве наследника престола участвовал в войне с сербами в 870 году и попал в плен с 12-ю другими боярами. Пленение сына побудило Бориса начать мирные переговоры.
В 889 году Борис отрёкся от престола, назначив преемником Владимира. Вскоре оказалось, что Владимир не разделяет убеждений отца: при поддержке языческой части аристократии начал массовые гонения на христиан и разрушение церквей.
В 892 году Владимир-Расате заключил союз с Арнульфом Каринтийским против Великой Моравии и, косвенно, против Византии. Кроме торговых и политических соглашений, союз подразумевал отход Болгарии от православной коалиции. Борис I, наблюдавший за реформами сына из монастыря, вернулся на короткое время к власти, силами вооружённых отрядов и при поддержке другого своего сына Симеона низложил Владимира и передал престол Симеону, который продолжил христианизацию болгар. Владимир был ослеплён; дальнейшая его судьба неизвестна — по некоторым свидетельствам, вскоре после свержения он был убит по приказу нового правителя.